# .gm
.gm là tên miền Internet cấp cao nhất dành cho quốc gia (ccTLD) của Gambia.